# Ilsfeld
Ilsfeld è un comune tedesco di 8 296 abitanti, situato nel land del Baden-Württemberg.